# Lehmisaari (ö i Södra Österbotten)
Lehmisaari är en ö i Finland. Den ligger i sjön Kivijärvi och i kommunen Etseri i den ekonomiska regionen  Kuusiokunnat  och landskapet Södra Österbotten, i den centrala delen av landet, 280 km norr om huvudstaden Helsingfors. Öns area är 0,5 hektar och dess största längd är 220 meter i sydöst-nordvästlig riktning.